# Fadwa Garci
Fadwa Garci, née le 6 février 2002, est une pongiste tunisienne.

## Carrière
Elle est médaillée d'argent par équipes aux championnats d'Afrique 2016 puis médaillée de bronze par équipe aux Jeux africains de 2019.
Elle participe aux Jeux olympiques de 2020 à Tokyo.
Elle est médaillée d'or en simple femmes et en double femmes avec Abir Haj Salah, ainsi que médaillée d'argent en double mixte avec Adam Hmam et par équipes femmes aux Jeux panarabes de 2023 à Tipaza.
Aux Jeux de la Francophonie de 2023 à Kinshasa, elle est médaillée d'argent en simple femmes ainsi que par équipes et médaillée de bronze en double mixte.
En mars 2024, elle remporte la médaille d'argent en double dames et la médaille de bronze par équipes dames aux Jeux africains à Accra.